# 1931 en philosophie
Chronologie de la philosophie
- 1927
- 1928
- 1929
- 1930
- 1931
- 1932
- 1933
- 1934
- 1935

L’année 1931 a été marquée, en philosophie, par les événements suivants :

## Publications
- Henry More : Philosophical Poems (1647), édi. G. Bullough, Manchester, 1931.